# 1009
| Calendário gregoriano                                                        | 1009 MIX                                             |
| Ab urbe condita                                                              | 1762                                                 |
| Calendário arménio                                                           | 458 – 459                                            |
| Calendário bahá'í                                                            | -835 – -834                                          |
| Calendário budista                                                           | 1553                                                 |
| Calendário chinês                                                            | 3705 – 3706 Início a 30 de janeiro (aproximadamente) |
| Calendário copta                                                             | 725 – 726                                            |
| Calendário etíope                                                            | 1001 – 1002                                          |
| Calendários hindus - Vikram Samvat - Calendário nacional indiano - Cáli Iuga | 1064 – 1065 930 – 931 4109 – 4110                    |
| Calendário Holoceno                                                          | 11009                                                |
| Calendário islâmico                                                          | 399 – 400                                            |
| Calendário judaico                                                           | 4769 – 4770                                          |
| Calendário persa                                                             | 387 – 388                                            |
| Calendário rúnico                                                            | 1259                                                 |
| Calendário solar tailandês                                                   | 1552                                                 |

1009 (MIX, na numeração romana) foi um ano comum do século XI do Calendário Juliano, da Era de Cristo, a sua letra dominical foi B (52 semanas), teve início a um sábado e terminou também a um sábado.
No território que viria a ser o reino de Portugal estava em vigor a Era de César que já contava 1047 anos.
| Ano completo                   |
| ------------------------------ |
| Ano comum com início ao sábado |

## Eventos
- 14 de Fevereiro: Primeira menção conhecida de Lituânia, nos anais do mosteiro de Quedlimburgo.
- 18 de Outubro: A Igreja do Santo Sepulcro é destruída pelo califa fatímida Aláqueme Biamir Alá.
- A Dinastia Ly, primeira dinastia independente do Vietnam, é proclamada.
- Solimão Almostaim é sucede Maomé II como Califa de Córdova.
- O Papa Sérgio IV sucede ao Papa João XVIII.
- A Taifa de Badajoz declara-se independente de Córdova e governa uma área compreendida entre Coimbra e o Alto Alentejo.

## Nascimentos
- Go-Suzaku, 69º imperador do Japão.
- Armengol II de Urgel, m. 1038, Conde de Urgel.